# Spurfahrt
Eine Spurfahrt ist eine Sonderfahrt eines Schienenverkehrsunternehmens, die bei starkem Schneefall stattfindet. Sie sorgt dafür, dass die Gleise freigefahren beziehungsweise die Oberleitung vom Eis freigekratzt werden und die jeweilige Strecke somit für den regulären Verkehr nutzbar bleibt. Spurfahrten finden insbesondere während der nächtlichen Betriebsruhe statt, wenn keine fahrplanmäßigen Züge verkehren und die Schneehöhe andernfalls zu stark anwachsen könnte. Sie sollen vor allem Entgleisungen vorbeugen und werden typischerweise mit Fahrzeugen des Regelbestands durchgeführt, die in diesem Fall jedoch keine Fahrgäste befördern. 
So sind beispielsweise bei der Düsseldorfer Rheinbahn im Bedarfsfall „ein Dutzend Bahnen in der Nacht auf Spurfahrt unterwegs“, insbesondere um morgens Probleme mit Niederflurwagen zu vermeiden, die bei zu viel Schnee auf den Gleisen nicht eingesetzt werden können. Bei der Straßenbahn München halten sogenannte Schneewagen nachts die nicht von Nachtlinien bedienten Strecken schnee- und eisfrei. Besonders anfällig für vereiste Schienen sind dabei die im Planverkehr nicht benutzten Wendeschleifen und Gleisverbindungen, die jedoch bei Störungen nützliche Umleitungsrouten ermöglichen und daher unbedingt betriebsbereit gehalten werden müssen. Im Gegensatz dazu sind die mittlerweile üblichen Zweiwegefahrzeuge mit Schneepflug oftmals zu leicht, um nach größeren Schneefällen zuverlässig die Schienen freizufahren.